# 纤细五爪金龙
纤细五爪金龙（学名：Ipomoea cairica var. gracillima）是旋花科番薯属五爪金龙的变种。分布于缅甸以及中国大陆的云南等地，生长于海拔1,710米至2,000米的地区，见于砾石草坡以及山坡向阳处，目前尚未由人工引种栽培。